# 79130 Bandanomori
79130 Bandanomori è un asteroide della fascia principale. Scoperto nel 1990, presenta un'orbita caratterizzata da un semiasse maggiore pari a 2,4562195 UA e da un'eccentricità di 0,1649023, inclinata di 9,28290° rispetto all'eclittica.